# Östgötabygden
Östgötabygden var en dagstidning med utgivning en dag i veckan från 15 maj 1971 till 20 december 1974. Då gick tidningen den 28 december 1974 upp i Länstidningen Östergötland. Fullständiga titeln var Östgöta-Bygden / Jordbrukaren / Tidning för samhälle och Näringsliv.

## Redaktion
Politiskt var tidningen centerpartistisk med redaktionsort första månaden 1971 i Vadstena och sedan i Linköping. Utgivningsfrekvensen var en dag i veckan till 25 juni 1971 lördagar sedan fredagar.  Tidningens föregångare hette Jordbrukaren.
| Period                 | Ansvarig utgivare               | Period                 | Redaktör                  |
| 1971-05-11--1974-12-08 | Sandström, Per Gunnar Ferdinand | 1971-05-15--1974-07-19 | Sandström, Gunnar         |
| 1974-12-09--1974-12-20 | Gustafsson, Einar t f           | 1974-07-26--1974-08-02 | Sjöberg, Stig t f red     |
|                        |                                 | 1974-08-09--1974-11-28 | Albinsson, Anders t f red |
|                        |                                 | 1974-12-06--1974-12-20 | Östlund, Sverker t f red  |

## Tryckning
Förlaget för tidningen hette 15 maj 1971till 1 december 1974 Gunnar Sandström i  Vadstena. Hos PRV registrerat avtal 9 september 1967. Från 9 december 1974 till 20 december 1974 är Länstidningen Östergötland aktiebolag i  Linköping förlag. Bolaget bildades den 7 november 1974 enligt  PRV. Tryckeri var hela tiden Aktiebolaget Smålänningen Ljungby, Tryckeriutrustningen  blir offset 1 januari 1973. Tidningen trycks med antikva i svart till 31 december 1971 sedan i svart plus en färg till upphörandet. Satsytan är först 48 x 35 cm sedan tabloid med 36 x 25 cm satsyta. Tidningen har inledningsvis 6 -10 sidor senare upp till 16 sidor. Tidningsupplagan var 3600 1971 och 4300 exemplar 1974. Tidningen var billig och kostade endast 20-24 kronor i helårsprenumeration.